# سلوکیه
سِلوکیه (به یونانی: Σελεύκεια) نام یکی از بزرگ‌ترین شهرهای جهان باستان در روزگار سلوکیان و پس از آن‌ها بود. این شهر در میانرودان در کرانهٔ باختری رود دجله و روبه‌روی شهرک اوپیس (و در آینده تیسفون) جای گرفته بود. پایه‌گذار این شهر سلوکوس یکم بود که با برپایی این شهر در سال ۳۰۵ (پیش از میلاد) آن را به نام خود نامگذاری کرد و آن را نخستین تخت‌گاه امپراتوری سلوکی نهاد. این شهر پس از نقل مکان پایتخت امپراتوری به انطاکیه، مرکز مهم بازرگانی و فرهنگ هلنیستی باقی ماند. این شهر در سال ۱۴۱ قبل از میلاد تحت حکومت اشکانیان به شکوفایی ادامه داد و متون باستانی ادعا می‌کنند که جمعیت آن به ۶۰۰۰۰۰ نفر رسیده‌است. در سال ۱۴۱ پیش از میلاد مهرداد یکم وارد میانرودان شد و شهر سلوکیه را آزاد نمود، با تصرف سلوکیه، قلمروی سلوکیان محدود به سوریه شد. سلوکیه در سال ۱۶۵ پس از میلاد توسط سردار رومی آویدیوس کاسیوس ویران شد و در سده‌های بعدی به تدریج محو شد. این مکان در دهه ۱۹۲۰ توسط باستان‌شناسان کشف شد. اکنون بقایای این شهر در امتداد رودخانه دجله در حدود ۳۲ کیلومتری جنوب شرقی بغداد امروزی قرار دارد.

## نامگذاری
سلوکیه (یونانی: Σελεύκεια, Seleúkeia) به نام Seleucus I Nicator نامگذاری شده است. سلوکوس سکونتگاهی را که از قبل در این منطقه وجود داشت را توسعه داد و آن را پایتخت امپراتوری خود در حدود ۳۰۵ قبل از میلاد نمود. این بزرگترین و مهم‌ترین شهر در میان بسیاری از شهرهایی بود که نام سلوکوس را یدک می‌کشید، اما گاهی اوقات به‌عنوان سلوکیه روی دجله (به لاتین: Seleucia ad Tigridem) خوانده می‌شود تا از سایر شهرهایی با این نام متمایز گردد.
متون کلیسای شرقی در هنگام اشاره به کلان شهر سلوکیه-تیسفون به این شهر به عنوان Saliq (به سریانی: ܣܠܝܩ) یا برخی مواقع Māḥôzē (سریایی: ܡܚܘܙ̈ܐ) اشاره می کنند.
ساسانیان شهر شرقی را وه اردشیر (به فارسی ویه‌اردشیر) نامیده‌اند، اعراب آن را باهوراسیر می‌نامند.

## تاریخچه

### امپراتوری سلوکی
سلوکیه به عنوان اولین پایتخت امپراتوری سلوکی توسط سلوکوس اول نیکاتور تأسیس شد. تاریخ تاسیس ۳۰۰ سال قبل از میلاد توسط آگوست بوش-لکلرک در سال ۱۹۱۴ پیشنهاد شد. دانشمندان دیگر ۳۰۶ قبل از میلاد و ۳۱۲ قبل از میلاد را پیشنهاد کردند.  سلوکوس یکی از جانشینان دیادوخی اسکندر مقدونی بود که پس از مرگ اسکندر امپراتوری او را بین خود تقسیم کردند. اگرچه سلوکوس پس از مدت کوتاهی پایتخت اصلی خود را به انطاکیه در شمال سوریه، منتقل کرد، سلوکیه به مرکز مهم تجارت، فرهنگ هلنیستی و حکومت منطقه‌ای تحت فرمانروایی سلوکیان تبدیل شد.
سلوکوس برای تبدیل پایتخت خود به یک کلان شهر، تقریباً همه شهروندان بابل، به جز کاهنان معبد محلی/کارگران حامی، را مجبور به ترک و اسکان مجدد در سلوکیه کرد. در لوحی به تاریخ ۲۷۵ قبل از میلاد آمده است که شهروندان بابل به سلوکیه منتقل شدند و در آنجا کاخ و معبدی (Esagila) ساخته شد. سلوکیه که در محل تلاقی رود دجله با کانال اصلی فرات قرار داشت، در محل رفت و آمد تجاری از هر دو آبراه بزرگ قرار داشت.
در طول قرون سوم و دوم پیش از میلاد، این شهر یکی از شهرهای بزرگ هلنیستی بود که با اسکندریه در مصر قابل مقایسه بود و از انطاکیه سوریه بزرگتر بود. حفاری‌ها نشان می‌دهد که دیوارهای شهر مساحتی به وسعت حداقل ۵۵۰ هکتار (۱۴۰۰ هکتار) را در بر می‌گرفت که معادل یک مربع به ضلع تقریباً ۱/۵ مایل (۲/۵ کیلومتر) بود. بر اساس این اندازه، جمعیت در ابتدا بیش از ۱۰۰۰۰۰نفر و احتمالاً بعداً بیشتر تخمین زده شده است. منطقه اطراف آن شاید نیم میلیون نفر را در خود جای داده بود.

### شاهنشاهی اشکانی

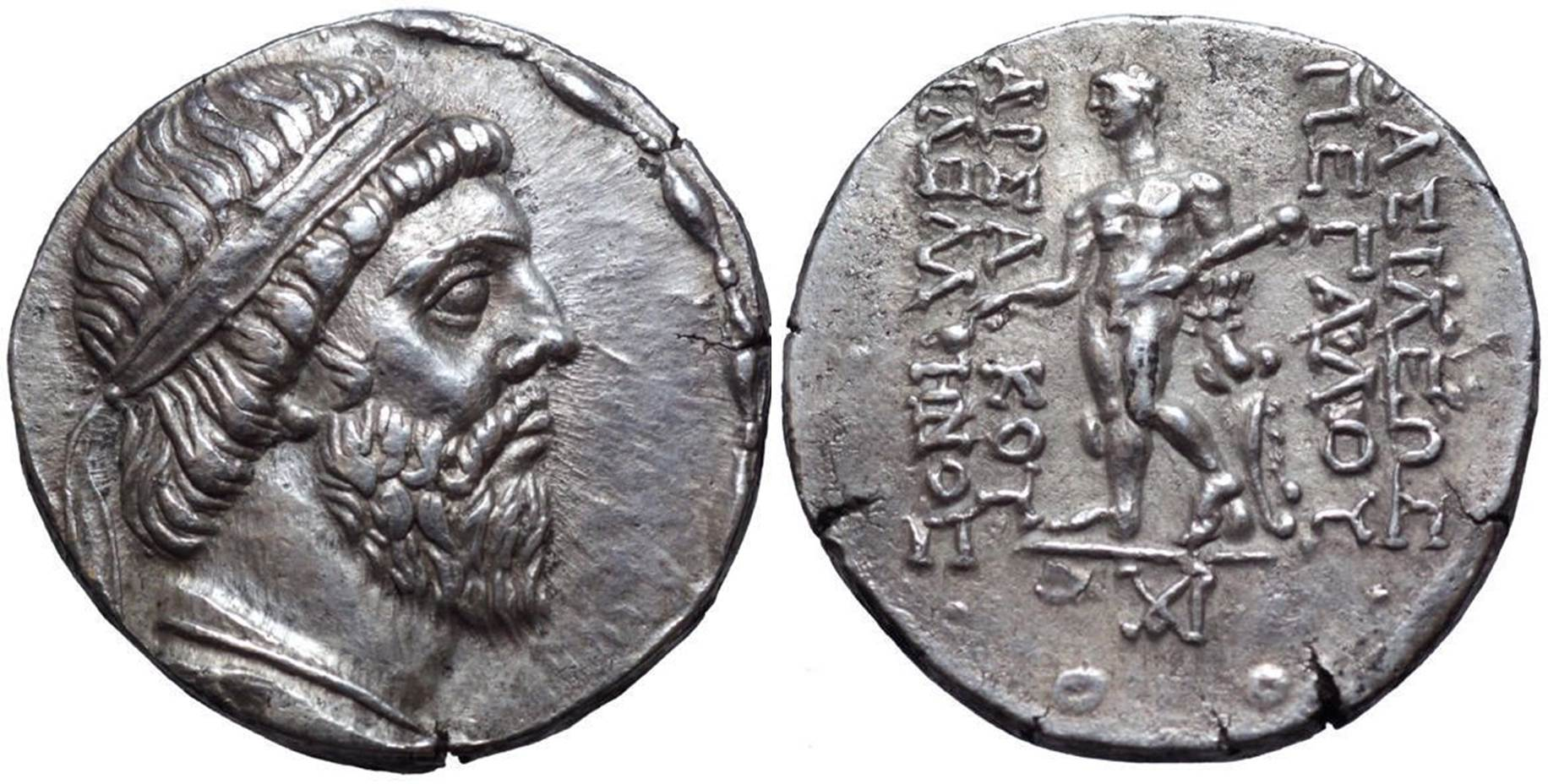
چهار درهمی مهرداد یکم با تصویر هرکول و زبان یونانی در پشت سکه؛ ضرب سلوکیه

در سال ۱۴۱ قبل از میلاد، اشکانیان به رهبری مهرداد یکم شهر را فتح کردند و سلوکیه پایتخت غربی امپراتوری اشکانی شد. تاسیتوس به توصیف دیوارها پرداخته و ذکر کرده که حتی تحت حکومت اشکانیان، شهری کاملاً هلنیستی بوده است. متون باستانی ادعا می کنند که این شهر ۶۰۰۰۰۰ نفر سکنه داشته و توسط مجلس سنای ۳۰۰ نفره اداره می شده است. با ظهور اشکانیان، سلوکیه از طریق تجارت با حوضه مدیترانه روابط ثابتی داشت و یکی از پر رونق ترین مراکز تجاری امپراتوری باقی ماند و همچنان از خودمختاری خود بهره مند بود، بطوریکه حق ضرب و انتشار سکه در یک ضرابخانه مخصوص به خود را داشت.

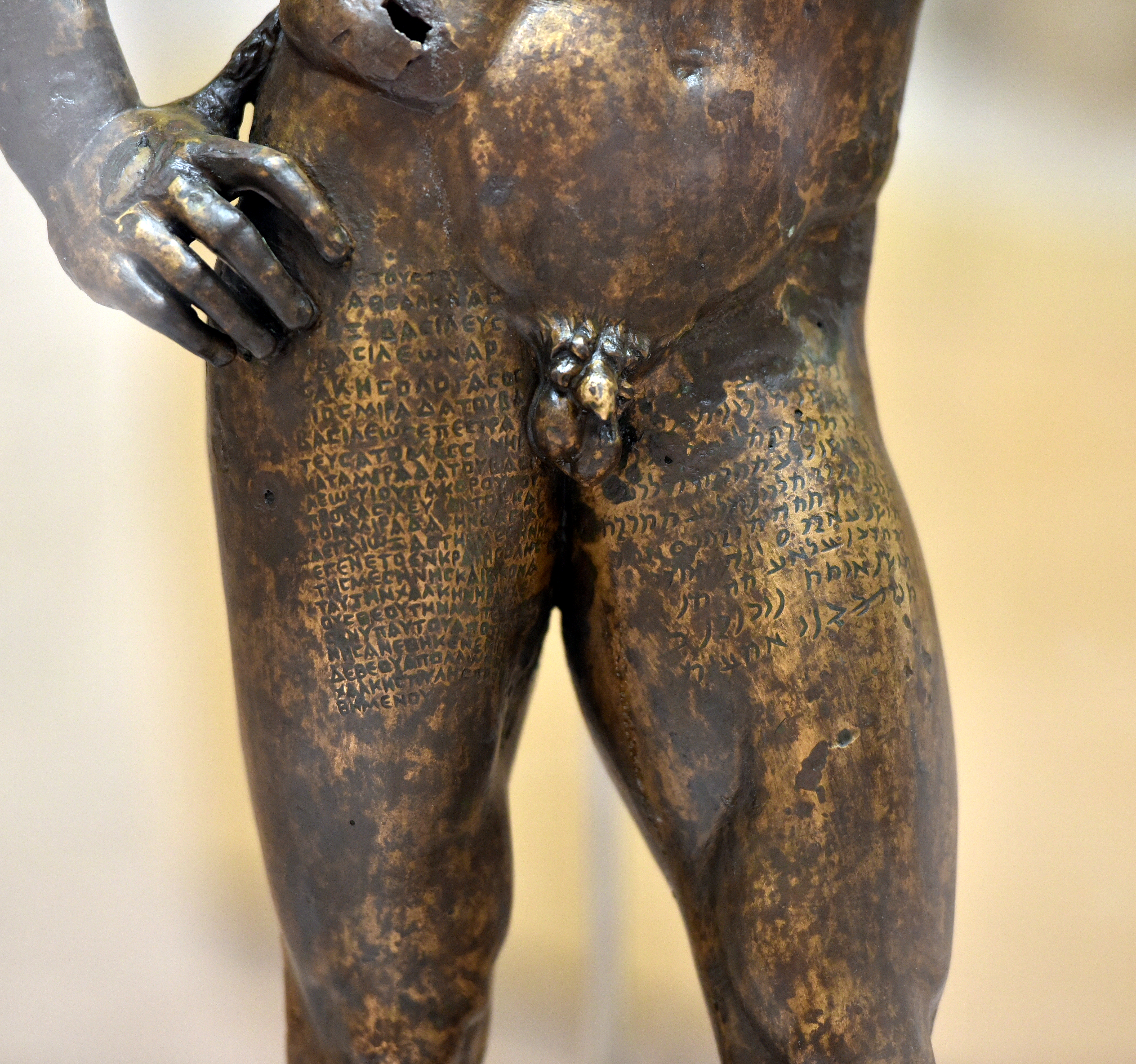
خط یونانی و اشکانی (آرامی)، قسمت پایین مجسمه برنزی هرکول، بدست آمده از سلوکیه در دجله، عراق. موزه عراق

با توسعه در سده اول قبل از میلاد اقامتگاه سلطنتی جدید در تیسفون (تقریباً ۳ مایل رومی دورتر از سلوکیه) شکل گرفت که مکان دقیق آن هنوز مشخص نیست، اما تمرکز سیاسی و تجاری آن تغییر نکرد و این دو شهر به اندازه‌ای نزدیک شدند که یک شهر واحد در نظر گرفته می شدند. این کلان شهر واحد، یک نقطه مرجع ثابت برای تجارتی بود که در امتداد جاده ابریشم توسعه یافت.
در سال ۵۵ قبل از میلاد، نبردی در نزدیکی سلوکیه برای تعیین جانشینی پادشاهان اشکانی روی داد. در این نبرد مهرداد سوم حاکم وقت (با حمایت ارتش رومی آئولوس گابینیوس، فرماندار سوریه) از ارد دوم که قبلاً خلع شده بود، شکست خورد و به اُرد اجازه داد تا موقعیت خود را دوباره به عنوان پادشاه تثبیت کند. در سال ۴۱ قبل از میلاد، سلوکیه صحنه کشتار حدود ۵۰۰۰ پناهنده یهودی بابلی بود (Josephus, Ant. xviii. 9, § 9).
در سال ۱۱۷ پس از میلاد، سلوکیه توسط تراژان، امپراتور روم در هنگام فتح بین‌النهرین به آتش کشیده شد، اما سال بعد توسط جانشینش، هادریان، به اشکانیان واگذار شد و سپس به سبک اشکانی بازسازی شد. این شهر در سال ۱۶۵ توسط سردار رومی آویدیوس کاسیوس به‌طور کامل ویران شد. در آن زمان گفته می‌شود که حداقل ۳۰۰۰۰۰ سکنه داشته است. ویرانی شهر نشانگر پایان هلنیسم در بین النهرین است. امپراتور روم سپتیموس سوروس، در لشکرکشی خود به قلمرو اشکانیان  در سال ۱۹۷، این مکان را کاملاً متروکه یافت. هیچ چیز از شهر در قسمت مرتفع زمین باقی نمانده بود. حفاری این سایت (که اکنون تل عمر نامیده می‌شود) در طول سال‌های ۱۹۲۷-۱۹۳۲ نتایج جالب اما غیرقابل ارائه به همراه داشت.

### شاهنشاهی ساسانی
بیش از شصت سال بعد، شهر جدیدی به نام وه اردشیر توسط اردشیر یکم بر روی رودخانه ساخته شد. این شهر جدید مدت‌ها تصور می‌شد که در سلوکیه قرار داشته باشد، اما با کاوش‌های ایتالیایی ها نشان داده شد که ساختمان جدیدی جدا از سلوکیه و تیسفون است. از سده اول به بعد کلیساهای مسیحی فعال در بین النهرین وجود داشت و در سده سوم یا چهارم سلوکیه به یک مرکز مهم تبدیل شد.
به دنبال فرمان تساهل یزدگرد یکم، پادشاه ساسانی، که موقتاً به آزار و اذیت مسیحیان که ۷۰ سال به طول انجامیده بود پایان داد، بازماندگان مسیحی دست به سازماندهی و تقویت کلیسا زدند.
شورای سلوکیه تیسفون (مجمع مار اسحاق) در سال ۴۱۰ پس از میلاد به ریاست مار اسحاق، اسقف سلوکیه تیسفون تشکیل جلسه داد. مهمترین تصمیم مجمع که تأثیر بسیار گسترده‌ای بر زندگی کلیسا داشت، اعلام اسقف سلوکیه تیسفون به عنوان رئیس کلیسای شرق بود. و به پاس این برتری لقب «کاتولیکوس» به او داده شد. مجمع مار اسحاق را به عنوان کاتولیکوس و اسقف اعظم کل مشرق زمین تأیید کرد. اتحادیه همچنین پایبندی خود را به تصمیم شورای نیکیه اعلام کرد و به اعتقادنامه نیقیه پیوست. 
در اواخر سلطنت یزدگرد اول، مسیحیان بار دیگر در سال ۴۲۰ مورد آزار و اذیت قرار گرفتند. هنگامی که اسحاق آزاد شد، استعفا داد و سلوکیه را ترک کرد، اما کلیسا از پذیرش استعفا امتناع کرد و در آنجا شورای دادیشو، که در سال ۴۲۴ در مارکاباتای اعراب به ریاست مار دادیشو تشکیل شد. ثابت کرد که یکی از مهم‌ترین انجمن‌های ایرانی است. اولین مجمع اسحاق در سال ۴۱۰ تصمیم گرفته بود که کاتولیکوس سلوکیه تیسفون عالی ترین اسقف شرق باشد. شورای دادیشو تصمیم گرفت که کاتولیکوس تنها رئیس کلیسای شرق باشد و هیچ مرجع کلیسایی بالاتر از او به رسمیت شناخته نشود. این مجمع برای اولین بار از کاتولیکوس به عنوان پدرسالار یاد کرد و اینکه کاتولیکوس آنها تنها در برابر خداوند پاسخگو بود. این امر تا حدی در اطمینان بخشیدن به سلطنت ساسانیان که مسیحیان ایرانی تحت تأثیر دشمن روم نیستند، تأثیر داشت.